# Louise Guyon
Louise Guyon, född på Île d’Orléans 1668 (före dopet 1 maj det året), död efter 1711, även känd som Mme de Freneuse eller Damours de Freneuse, var en fransk adelskvinna och möjligen agent under kriget mellan fransmän och britter på Akadien. Hon är föremål för en roman.

## Biografi
Louise Guyon var dotter till Simon Guyon och Louise Racine, och blev tidigt föräldralös. Hon gifte sig med Charles Thibault i Château-Richer den 10 april 1684, blev änka efter sjutton månader och gifte sig 1 oktober 1686 i Quebec med adelsmannen Mathieu Damours de Freneuse, samtidigt som hennes syster Marguerite gifte sig med hennes svåger Louis Damours de Chauffours. Hon blev därmed svärdotter till Mathieu Damours de Chauffours, som var medlem i myndigheten Conseil Souverain. Paret levde på makens siegneuri i Akadien. De drev jordbruk, boskapsuppfödning och handlade med päls med indianerna. Hennes make efterträdde 1696 sin far i dennes ämbete i administrationen i Quebec, men avled strax därpå, innan hans familj hann följa honom dit.

### Relation med Bonaventure
Louise Guyon fick en livränta av Ludvig XIV, och bosatte sig 1702 i Port-Royal med sin syster och svåger och sina fem barn. Hon fick där en son med den kunglige ämbetsmannen Simon-Pierre Denys de Bonaventure följande år. Deras förhållande blev en omtalad skandal, och domare Mathieu de Goutin och biskopen av Quebec ansökte med framgång hos marinministern om att hon skulle sändas bort, men hon försvarades av Bonaventure och guvernören Jacques-François de Monbeton de Brouillan, som dock sände bort henne från Port-Royal; hon reste därefter till La Rochelle i Frankrike. När Bonaventure blev tillfällig guvernör 1705 förhindrades han att få denna post permanent på grund av skandalen. Hon återvände dock till Port-Royal 1706. Den nye guvernören Subercase förvisade henne till Rivière Dauphin (Annapolis River). Hennes förhållande med Bonaventure fortgick trots att hans maka Jeanne Jannière anlände från Frankrike vid samma tid. Biskopen av Quebec informerade då krigsministern om att förvisningen inte hade ägt rum, varpå denne hotade Subercase och Bonaventure. Hon eskorterades därefter till Quebec av Charles-Joseph Amiot de Vincelott; Bonaventure återvände till Frankrike 1710.

### Spionverksamhet
År 1711 återvände Mme de Freneuse till Port-Royal, som nu blivit brittiska Annapolis Royal, med tillstånd från den franske guvernören Vaudreuil. Den brittiska guvernören Sir Charles Hobby gav henne tillstånd att stanna, men Paul Mascarene anklagade henne för att vara fransk spion. Vid denna tid hade Frankrike planer på att återta Akadien från britterna, och hennes älskare Denys de Bonaventure hade förberett sådana planer strax före sin död året innan, något hon möjligen var informerad om. Det betraktas därför som en seriös möjlighet att hon reste till Akadien för att skicka tillbaka information om de brittiska styrkorna där till guvernör Vaudreuil. Hennes två söner påstås ha deltagit i det fransk-indianska överfallet på britterna vid Bloody Creek i juni 1711, och därefter ha återvänt till Annapolis Royal för att föra sin mor i säkerhet. Hennes vidare liv efter detta är okänt, men hon förmodas ha återvänt till Quebec och därefter till La Rochelle i Frankrike, där hennes barn är bekräftade år 1727. 